# Elecciones generales de Liberia de 2017
Las elecciones generales de Liberia de 2017 tuvieron lugar entre el 10 de octubre y el 26 de diciembre del mencionado año para renovar la presidencia de la república y las 73 bancas de la Cámara de Representantes. Si bien eran los terceros comicios que se celebraban desde la democratización del país, en 2005, las elecciones fueron objeto de interés por el hecho de ser las primeras elecciones que, bajo la supervisión de la Comisión Nacional de Elecciones (CNE), serían administradas íntegramente por las instituciones del país y las fuerzas de seguridad desde que el extenso período de guerras civiles del país terminó en 2003. Además, estando la presidenta Ellen Johnson-Sirleaf, del Partido de la Unidad (elegida en 2005 y reelecta en 2011) inhabilitada para un tercer mandato, las elecciones depararían irremediablemente un cambio de gobierno, el primero por medios constitucionales desde 1973, y el primero por medio de una elección democrática en toda la historia de Liberia. Los principales candidatos eran el oficialista Joseph Boakai, hasta entonces vicepresidente de la república, y el senador George Weah, del Congreso para el Cambio Democrático, principal movimiento opositor al gobierno de Sirleaf. Otros candidatos destacables eran Charles Brumskine, y Prince Johnson, que ya se habían presentado en las elecciones anteriores.
Aunque las encuestas consideraban que podía darse una victoria en primera vuelta (algo que no ha ocurrido en ninguna de las dos anteriores elecciones), Weah obtuvo la primera minoría con el 38.37% de los sufragios, si bien fue un resultado más holgado que el que le auguraban los sondeos. En segundo lugar quedó Boakai con el 28.76%, casi diez puntos por detrás. La participación se incrementó enormemente con respecto a los anteriores comicios, sobrepasando el 75% por primera vez. Se programó entonces una segunda vuelta entre Boakai y Weah para el 7 de noviembre.
En el plano legislativo, la "Coalición por el Cambio Democrático", una alianza electoral tripartita liderada por el CDC, obtuvo una pluralidad de tan solo 21 escaños, arrebatando la primera minoría al Partido de la Unidad por primera vez en su historia electoral. La Coalición recibió el 15.64% de los votos, quedando segunda por un ínfimo margen detrás de las listas independientes, que recibieron el 15.67%. El Partido de la Unidad quedó en tercer lugar con el 13.96%.
Poco antes de que se realizase la segunda vuelta, Charles Brumskine, que había quedado en tercer lugar con un lejano 9.62%, denunció fraude electoral y graves irregularidades, presentando una demanda a la Corte Suprema. La segunda vuelta se pospuso por más de un mes, mientras que la demanda pasaba por la Corte Suprema. Finalmente, la demanda fue desestimada por el Poder Judicial y los resultados de la primera vuelta (que habría tenido que volver a realizarse de invalidarse el escrutinio) fueron reconocidos como válidos. De este modo, el desempate presidencial se celebró el 26 de diciembre, con una participación bastante más baja, del 55% del electorado. Weah obtuvo una aplastante victoria con el 61.54% de los votos contra el 38.46% de Boakai, marcando el comienzo de la primera transición democrática de Liberia entre dos presidentes de distintos partidos políticos.

## Sistema electoral
El Presidente de la República de Liberia es elegido mediante el sistema de dos vueltas para un mandato de seis años con posibilidad de una sola reelección. Si ningún candidato logra obtener más del 50% de los votos válidamente emitidos, se realiza un desempate entre las dos fórmulas más votadas. Los 73 miembros de la Cámara de Representantes son elegidos mediante escrutinio mayoritario uninominal (es decir, en circunscripciones de un solo miembro) por mayoría simple de votos. El sistema anterior, que preveía el uso de una segunda vuelta para las elecciones legislativas fue abolido en 2011.

## Candidaturas presidenciales
Algún tiempo después de la estrecha victoria de su partido en las elecciones senatoriales de 2014, en las que fue elegido senador, George Weah afirmó su intención de presentarse a la presidencia por segunda vez en abril de 2016. Weah ya había sido candidato en 2005, derrotado por Sirleaf en segunda vuelta, y también fue compañero de fórmula de Winston Tubman en 2011, boicoteando la segunda vuelta electoral denunciando irregularidades. En esta ocasión, el CDC no presentó una fórmula única, sino que se alió con el Partido Patriótico Nacional, que había gobernado el país durante el controvertido período de Charles Taylor (1997-2003), y el Partido Democrático del Pueblo Liberiano, configurando la "Coalición por el Cambio Democrático". La compañera de fórmula de Weah y candidata a la vicepresidencia sería Jewel Taylor, la esposa de Charles Taylor y primera dama de Liberia durante su período presidencial, decisión que fue considerada controvertida.
El oficialista Partido de la Unidad anunció la candidatura de Joseph Boakai, hasta entonces vicepresidente de Sirleaf y su compañero de fórmula en las dos anteriores elecciones, a principios de 2017. Según varios analistas, Boakai gozaba del apoyo de buena parte del electorado, que lo veía como un candidato seguro y no corrupto, además de que contaba con el apoyo declarado de Sirleaf, cuya figura era trascendental dentro del partido.
Charles Brumskine, del Partido de la Libertad, volvió a presentarse por tercera vez a pesar de que en 2011 había prometido que, si resultaba derrotado, no buscaría la presidencia de nuevo. Otro candidato considerado de importancia era Prince Johnson, que también había presentado su candidatura en 2011.

## Encuestas de opinión
| Encuestadora                  | Fecha          | Tamaño | Boakai Unidad | Weah CDC | Johnson FDUP | Urey Toda Liberia | Brumskine Libertad | Cooper ULD | Cummings ANC | Indeciso |
| ----------------------------- | -------------- | ------ | ------------- | -------- | ------------ | ----------------- | ------------------ | ---------- | ------------ | -------- |
| Encuestadora                  | Fecha          | Tamaño |               |          |              |                   |                    |            |              | Indeciso |
| Liberia Holding Consortium    | Mayo de 2017   | 275    | 29.45%        | 21.18%   | N/A          | 11.26%            | 16%                | 0.72%      | 9.45%        | N/A      |
| Liberia Holding Consortium    | Junio de 2017  | 484    | 36.36%        | 18.38%   | 3.92%        | 4.75%             | 13.22%             | 0.82%      | 7.02%        | 13.01%   |
| Liberia Holding Consortium    | Agosto de 2017 | 763    | 33.81%        | 21.10%   | 2.88%        | 2.49%             | 12.45%             | N/A        | 5.63%        | 13.63%   |
| International Political Polls | Agosto de 2017 | 1.224  | 21.74%        | 24.73%   | 8.72%        | 6.38%             | 23.49%             | N/A        | 9.55%        | N/A      |
| Election Survey Liberia 2017  | Agosto de 2017 | 4.428  | 26.0%         | 31.0%    | 10.0%        | 5.0%              | 8.0%               | 1.0%       | 6.0%         | 2.0%     |

## Primera vuelta presidencial

### Conducta
La declaración preliminar de la Misión de Observación Electoral de la Unión Europea (MOE-UE), emitida el 12 de octubre de 2017, reconoció una jornada electoral generalmente pacífica. Sin embargo, "la MOE-UE ha observado directamente varias instancias de funcionarios públicos involucrados en campañas que obstaculizaron aún más la igualdad entre los concursantes. La misión ha recibido reclamos sobre el uso desigual de los recursos estatales y el acceso a espacios públicos que funcionan en beneficio del titular. La observación directa de la misión indica un alto nivel de monetización de la campaña, donde prevalece una cultura de donaciones y ayudas financieras a las comunidades".

### Resultados
|  | 38.37 % |

|  | 28.76 % |

|  | 9.62 % |

|  | 8.22 % |

|  | 7.21 % |

|  | 1.56 % |

|  | 0.83 % |

|  | 0.75 % |

|  | 0.74 % |

|  | 0.67 % |

|  | 0.58 % |

|  | 0.43 % |

|  | 0.41 % |

|  | 0.38 % |

|  | 0.34 % |

|  | 0.32 % |

|  | 0.32 % |

|  | 0.25 % |

|  | 0.12 % |

|  | 0.11 % |

|  | 94.61 % |

|  | 5.39 % |

|  | 100.0 % |

|  | 75.19 % |

### Resultados por condado
| Condados         |                 |                  |                  |                      |                      |                     |                     |                  |                  |        |
|                  |                 |                  |                  |                      |                      |                     |                     |                  |                  |        |
| George Weah CDC  | George Weah CDC | Joseph Boakai PU | Joseph Boakai PU | Charles Brumskine PL | Charles Brumskine PL | Prince Johnson NUDP | Prince Johnson NUDP | Otros candidatos | Otros candidatos |        |
| Votos            | %               | Votos            | %                | Votos                | %                    | Votos               | %                   | Votos            | %                |        |
| Bomi             | 17.875          | 41.07%           | 15.754           | 36.20%               | 2.394                | 5.50%               | 222                 | 0.51%            | 7.275            | 16.72% |
| Bong             | 61.520          | 40.60%           | 51.536           | 34.01%               | 7.893                | 5.21%               | 2.293               | 1.51%            | 28.294           | 18.67% |
| Gbarpolu         | 13.022          | 37.69%           | 14.340           | 41.54%               | 1.472                | 4.26%               | 1.152               | 3.33%            | 4.561            | 13.18% |
| Grand Bassa      | 26.979          | 27.15%           | 9.185            | 9.24%                | 49.889               | 50.20%              | 1.097               | 1.10%            | 12.227           | 12.31% |
| Grand Cape Mount | 19.046          | 39.31%           | 17.430           | 35.98%               | 2.651                | 5.47%               | 569                 | 1.17%            | 8.750            | 18.07% |
| Grand Gedeh      | 29.723          | 74.99%           | 3.827            | 9.66%                | 1.481                | 3.74%               | 1.054               | 2.66%            | 3.551            | 8.95%  |
| Grand Kru        | 14.965          | 63.53%           | 3.225            | 13.69%               | 1.175                | 4.99%               | 735                 | 3.12%            | 3.454            | 14.67% |
| Lofa             | 8.194           | 7.04%            | 91.324           | 78.48%               | 6.109                | 5.25%               | 713                 | 0.61             | 10.025           | 8.62%  |
| Margibi          | 47.212          | 43.62%           | 29.149           | 26.93%               | 14.837               | 13.71%              | 1.494               | 1.38%            | 15.549           | 14.36% |
| Maryland         | 18.232          | 47.76%           | 4.791            | 12.55%               | 2.195                | 5.75%               | 247                 | 0.65%            | 12.713           | 33.29% |
| Montserrado      | 276.558         | 48.56%           | 155.651          | 27.33%               | 40.471               | 7.11%               | 9.257               | 1.63%            | 87.550           | 15.37% |
| Nimba            | 16.002          | 7.97%            | 39.964           | 19.90%               | 8.949                | 4.46%               | 107.430             | 53.50%           | 28.446           | 14.17% |
| River Cess       | 14.515          | 59.83%           | 3.892            | 16.04%               | 1.099                | 4.53%               | 634                 | 2.61%            | 4.119            | 16.99% |
| River Gee        | 9.234           | 39.62%           | 2.493            | 10.70%               | 8.322                | 35.70%%             | 294                 | 1.26%            | 2.965            | 12.72% |
| Sinoe            | 22.960          | 71.52%           | 4.155            | 12.94%               | 558                  | 1.74%               | 475                 | 1.48%            | 3.955            | 12.32% |

## Segunda vuelta presidencial

### Resultados
|  | 61.54 % |

|  | 38.46 % |

|  | 97.67 % |

|  | 2.33 % |

|  | 100.0 % |

|  | 55.78 % |

### Resultados por condado
| Condados         |                 |                  |                  |        |
|                  |                 |                  |                  |        |
| George Weah CDC  | George Weah CDC | Joseph Boakai PU | Joseph Boakai PU |        |
| Votos            | %               | Votos            | %                |        |
| Bomi             | 17.850          | 57.36%           | 13.268           | 42.64% |
| Bong             | 70.668          | 64.22%           | 39.371           | 32.78% |
| Gbarpolu         | 12.702          | 58.19%           | 9.126            | 41.81% |
| Grand Bassa      | 42.600          | 74.69%           | 14.437           | 25.31% |
| Grand Cape Mount | 18.386          | 57.09%           | 13.818           | 42.91% |
| Grand Gedeh      | 26.130          | 88.48%           | 3.402            | 11.52% |
| Grand Kru        | 16.033          | 90.14%           | 1.753            | 9.86%  |
| Lofa             | 14.860          | 15.79%           | 79.258           | 84.21% |
| Margibi          | 55.403          | 64.49%           | 30.509           | 35.51% |
| Maryland         | 22.884          | 81.28%           | 5.271            | 18.72% |
| Montserrado      | 314.594         | 62.95%           | 185.184          | 37.05% |
| Nimba            | 73.434          | 57.14%           | 55.083           | 42.86% |
| River Cess       | 14.041          | 84.15%           | 2.644            | 15.85% |
| River Gee        | 11.390          | 85.28%           | 1.966            | 14.72% |
| Sinoe            | 21.210          | 89.50%           | 2.489            | 10.50% |

## Cámara de Representantes
|  | 15.57 % |

|  | 14.32 % |

|  | 8.57 % |

|  | 6.07 % |

|  | 5.87 % |

|  | 5.00 % |

|  | 3.85 % |

|  | 3.69 % |

|  | 3.30 % |

|  | 3.30 % |

|  | 3.08 % |

|  | 1.84 % |

|  | 1.58 % |

|  | 1.39 % |

|  | 1.34 % |

|  | 1.31 % |

|  | 1.30 % |

|  | 0.96 % |

|  | 0.76 % |

|  | 0.48 % |

|  | 0.47 % |

|  | 0.37 % |

|  | 0.04 % |

|  | 0.03 % |

|  | 15.59 % |

|  | 100.00 % |

|  | 74.32 % |